# Club Penguin
Club Penguin è stato un massively multiplayer online (MMO) ambientato in un mondo virtuale che conteneva al suo interno una vasta gamma di giochi e attività online. È stato creato da New Horizon Interactive (ora noto come Disney Canada Inc.). I giocatori usavano come avatar dei pinguini all'interno di un mondo virtuale ambientato in inverno. Dopo il beta test, Club Penguin è stato reso disponibile al grande pubblico il 24 ottobre 2005, ed è stato ampliato in una grande comunità online, tanto che alla fine del 2007 su Club Penguin erano registrati oltre 30 milioni di utenti. Nel luglio 2013, Club Penguin aveva oltre 200 milioni di account utente registrati.
Mentre le iscrizioni gratuite erano disponibili, le entrate venivano prevalentemente raccolte tramite affiliazioni a pagamento, che permettevano ai giocatori di accedere a una serie di funzionalità aggiuntive, come la possibilità di acquistare vestiti virtuali, mobili e animali domestici chiamati "puffles" per i loro pinguini attraverso utilizzo della valuta del gioco. Il successo di Club Penguin portò New Horizon ad essere acquistata da The Walt Disney Company nell'agosto 2007 per la somma di 350 milioni di dollari, con ulteriori 350 milioni di dollari in bonus se gli obiettivi specifici fossero stati raggiunti entro il 2009.
Il gioco è stato progettato specificamente per i bambini dai 6 ai 14 anni (tuttavia, gli utenti di qualsiasi età potevano giocare a Club Penguin). Pertanto, uno degli obiettivi principali degli sviluppatori era la sicurezza dei bambini, con una serie di funzionalità introdotte nel gioco per facilitare questo. Queste funzionalità includevano l'offerta di una modalità "Ultimate Safe Chat", in cui gli utenti selezionavano i loro commenti da un menu; filtraggio che ha impedito il linguaggio volgare e la rivelazione di informazioni personali; e i moderatori che monitoravano il gioco.
Il 30 gennaio 2017, è stato annunciato che il gioco sarebbe stato chiuso il 29 marzo 2017. Club Penguin ha successivamente chiuso i suoi server il 30 marzo 2017 alle ore 00:01. Il gioco fu sostituito dal suo successore, intitolato Club Penguin Island. Da allora il gioco originale è stato ricreato su un numero di server privati utilizzando file SWF di Club Penguin. I due più popolari, CPPS.me e Club Penguin Rewritten, hanno raggiunto oltre due milioni di giocatori.